# Голованов, Александр Сергеевич (военный)
Алекса́ндр Серге́евич Голова́нов (28 сентября 1946, Дубровское, Московская область — 2 февраля 1989, Афганистан) — полковник Советской Армии, участник Афганской войны, Герой Советского Союза (1989).

## Биография и военная карьера
Александр Голованов родился 28 сентября 1946 года в селе Дубровское Истринского района Московской области в семье крестьянина. В 1957 году с семьёй переехал в город Истра. Окончил восемь классов школы, затем Московское электротехническое училище.
В 1966 году Голованов был призван на службу в Советскую Армию.
В 1970 году он окончил Сызранское высшее военно-авиационное училище лётчиков.
В 1972 год у Голованова родился  первый сын   Валерий.
В 1973 году — курсы усовершенствования политсостава ВВС при Военно-воздушной академии. Служил в ГСВГ, Нерчинске, Могоче, Прибалтийском военном округе.
В 1975 год родился второй сын  Владимир.
С января 1988 года полковник Александр Голованов служил командиром смешанного авиаполка в составе 40-й армии Туркестанского военного округа в Афганистане.
К февралю 1989 года Голованов совершил 344 боевых вылета на вертолётах «Ми-8» и «Ми-24». Его полк совершил более 13 тысяч боевых вылетов, налетав 19300 часов, перевезя более 5500 военнослужащих.
В ночь с 1 на 2 февраля 1989 года во время вывода полка из Кабула вертолёт Голованова шёл ведущим и был сбит ракетой. Пилот погиб.
Указом Президиума Верховного Совета СССР от 16 июня 1989 года — полковник Александр Голованов «За успешное выполнение задания по оказанию интернациональной помощи Демократической Республике Афганистан и проявленные при этом мужество и героизм» посмертно был удостоен высокого звания Героя Советского Союза с вручением ордена Ленина и медали «Золотая Звезда» за номером 11600.
Голованов был похоронен на кладбище «Батракская Гора» в Сызрани.
Оба сына  и внук Александр окончили Сызранское высшее военно-авиационное училище лётчиков

## Награды
- Медаль «Золотая Звезда»;
- орден Ленина;
- орден Красного Знамени;
- медали[2].